# Здание Школы архитектуры
Здание Школы архитектуры (швед. Arkitekturskolans byggnad) — здание, расположенное в кампусе Королевского технологического института по адресу Osquars backe 9 в Стокгольме. Оно было построено в 2013–2015 годах, заменив собой бывшее здание Школы архитектуры на Эстермальмсгатане. Проект здания Школы архитектуры разработало архитектурное бюро Tham & Videgård Arkitekter.

## Описание
В объединённом дворовом пространстве кампуса разместился отдельно стоящий овальный четырехэтажный дом. Ржаво-красные стальные кортеновские фасады изогнуты и состоят из рам со смещёнными отверстиями и стеклянными секциями. Идея изогнутого контура состоит в том, чтобы визуально сократить длину фасадов и открыть вид на углы. Он также обеспечивает разнообразную игру теней и света. По высоте и цветовой гамме здание сливается с кирпичными фасадами более старых зданий, которые окружают его.
Внутри здания фасад, как и лестничная клетка, сделан из чистого бетона. Светлые стены обшиты деревом. Центральный зал образует естественное выставочное пространство в здании. Он связан со студиями, демонстрационными залами, компьютерными классами и мастерскими. В вестибюле можно найти саунд-арт Йонаса Дальберга «Воображаемый город 2015». На третьем и четвёртом этажах расположены гостиные открытой планировки с высотой потолка по три метра, но с возможностью разделения в более мелкие комнатные образования. На втором этаже расположены офисы, сервисные службы, переговорные комнаты и мини-кухня. К верхнему этажу примыкают террасы на крыше. 

## История
На рубеже 2006–2007 годов компания Akademiska Hus совместно с Королевским технологическим институтом и шведскими архитекторами выпустила открытое приглашение на проектирование нового учебного здания для Школы архитектуры. Компания Tham & Videgård Arkitekter получила заказ на проектирование новой школы.
12 октября 2015 года состоялось торжественное открытие здания. Стоимость строительства 8800 квадратных метров составила чуть более 400 миллионов шведских крон. В том же году здание было удостоено премии Каспера Салина, а также было номинировано на награду «Здание года». Здание заняло первое место в архитектурном конкурсе «Стокгольмское здание 2016 года» с обоснованием: «Прекрасно адаптированное дополнение в стеснённых условиях, где ржаво-красная кортеновская сталь фасада своей органичной формой придаёт одновременно мягкость и веселье. Просторный дом, в котором посетитель чувствует себя одновременно и любопытство, и гостеприимность».

## Галерея

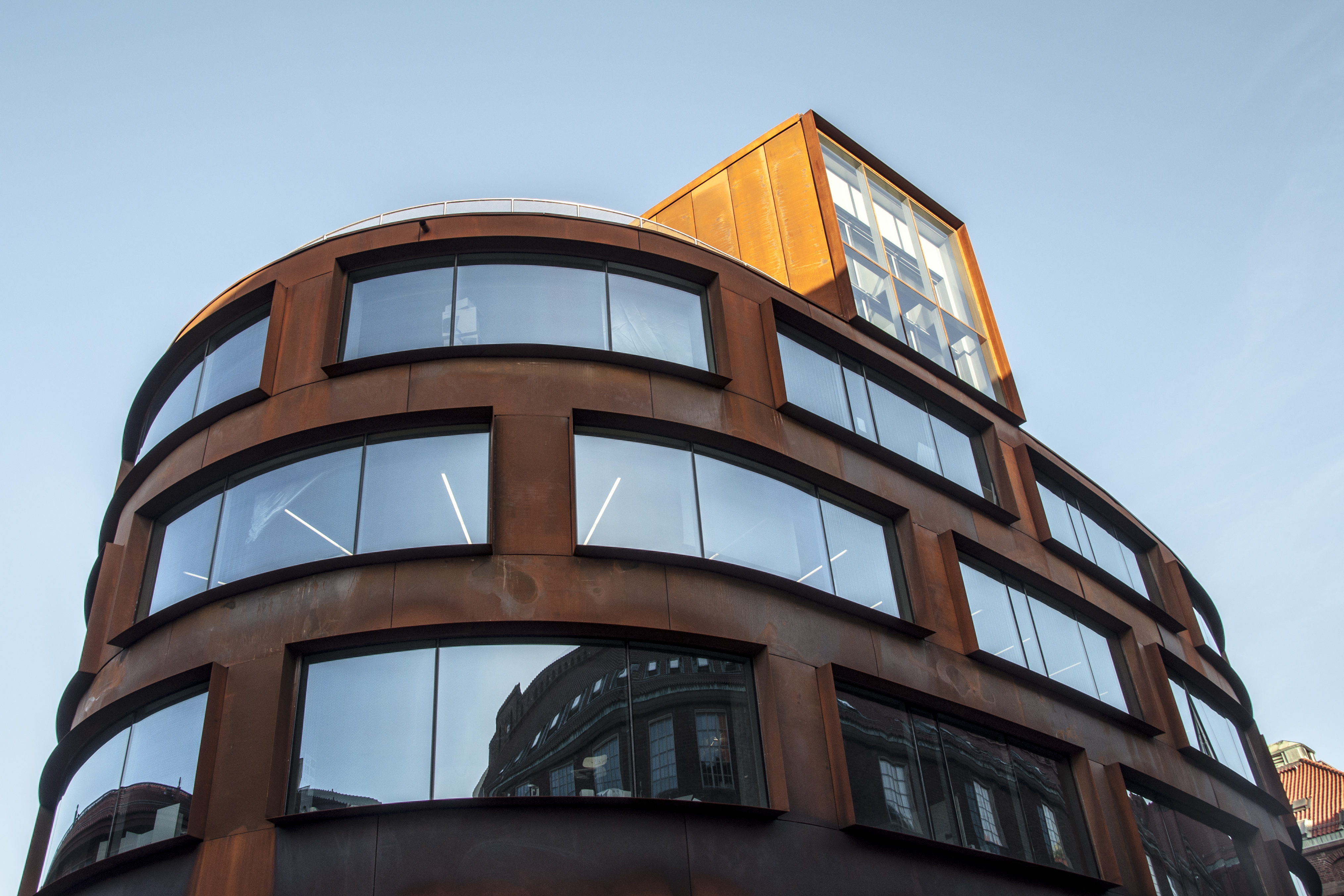
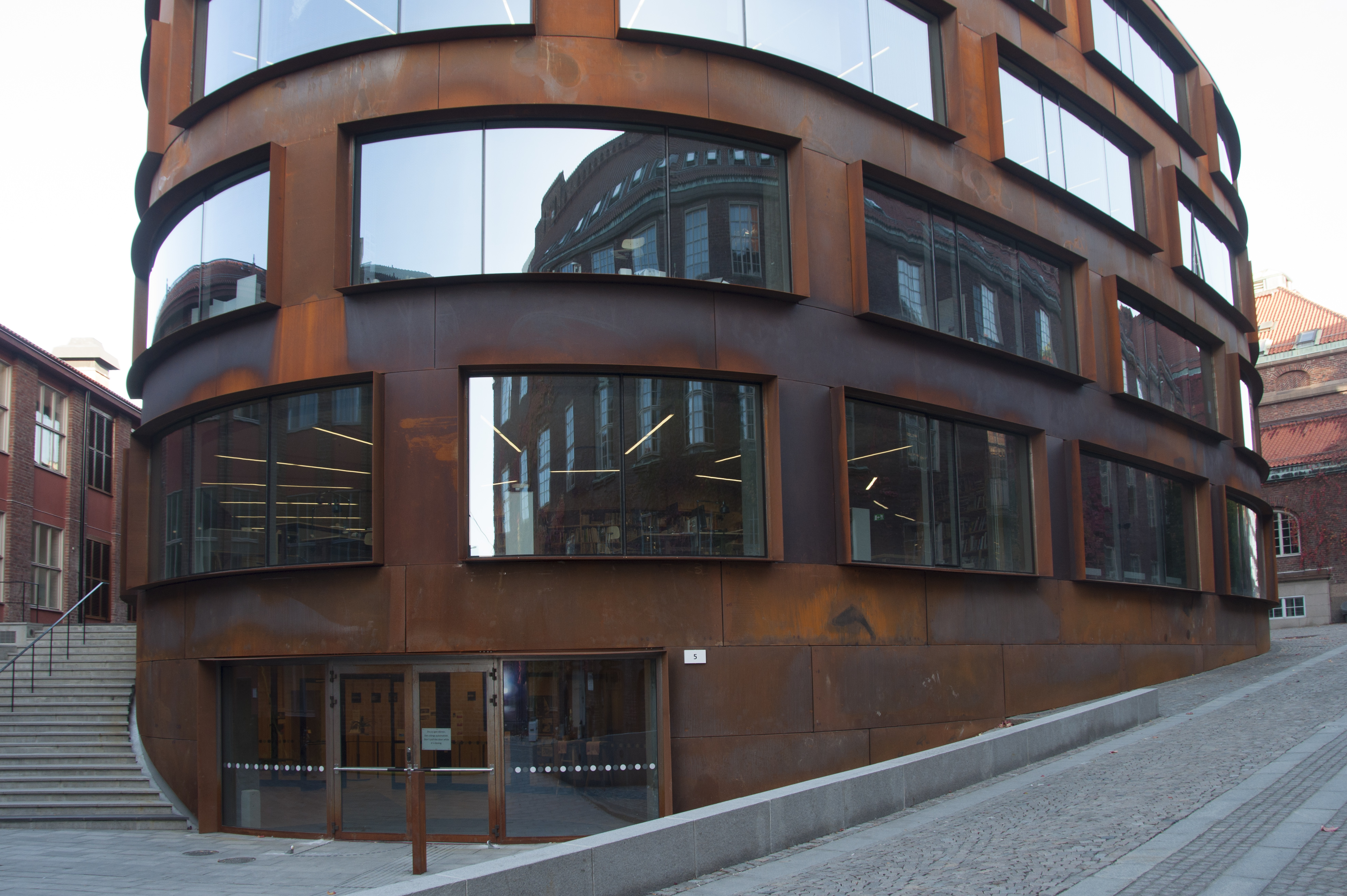
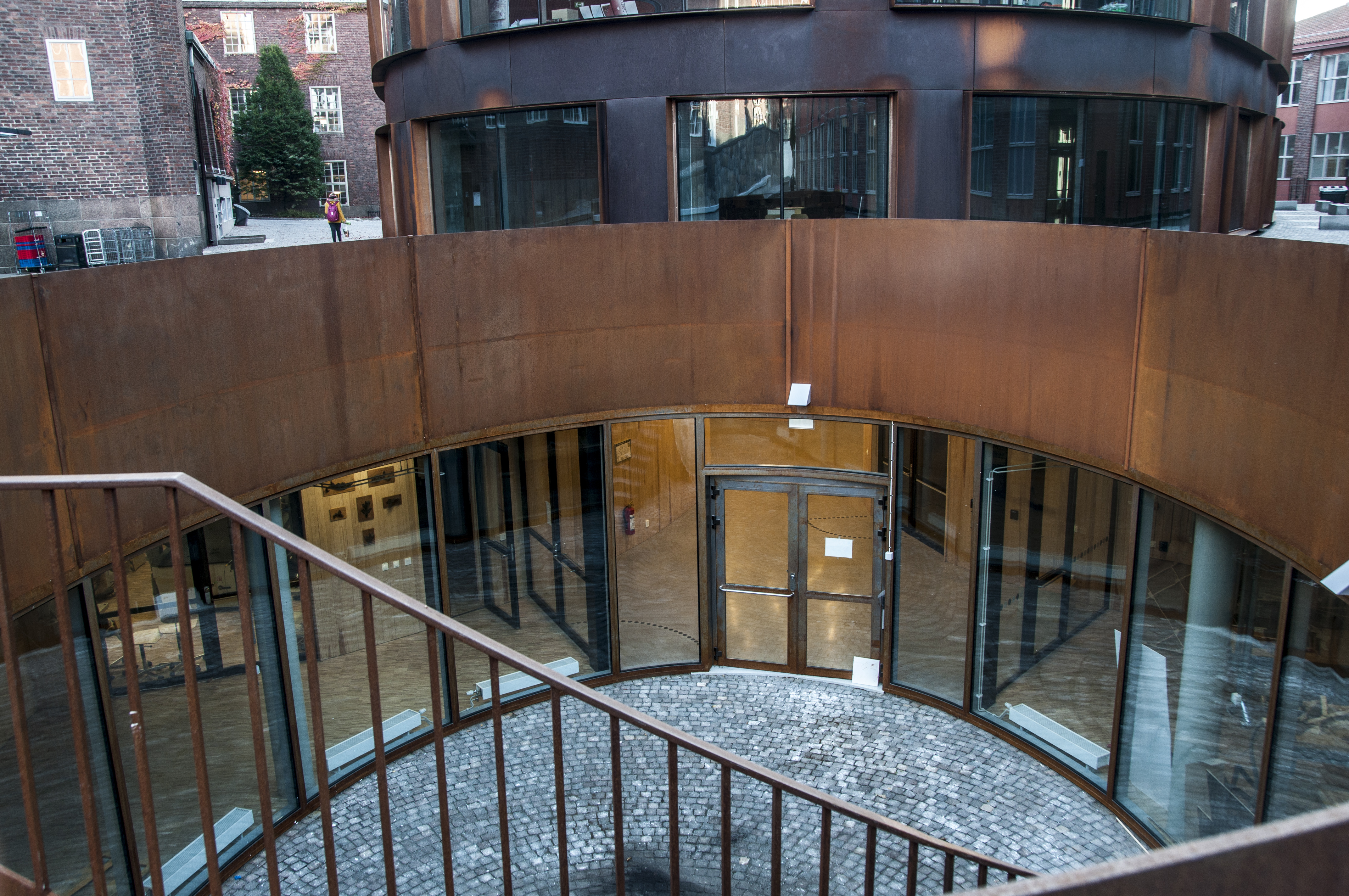
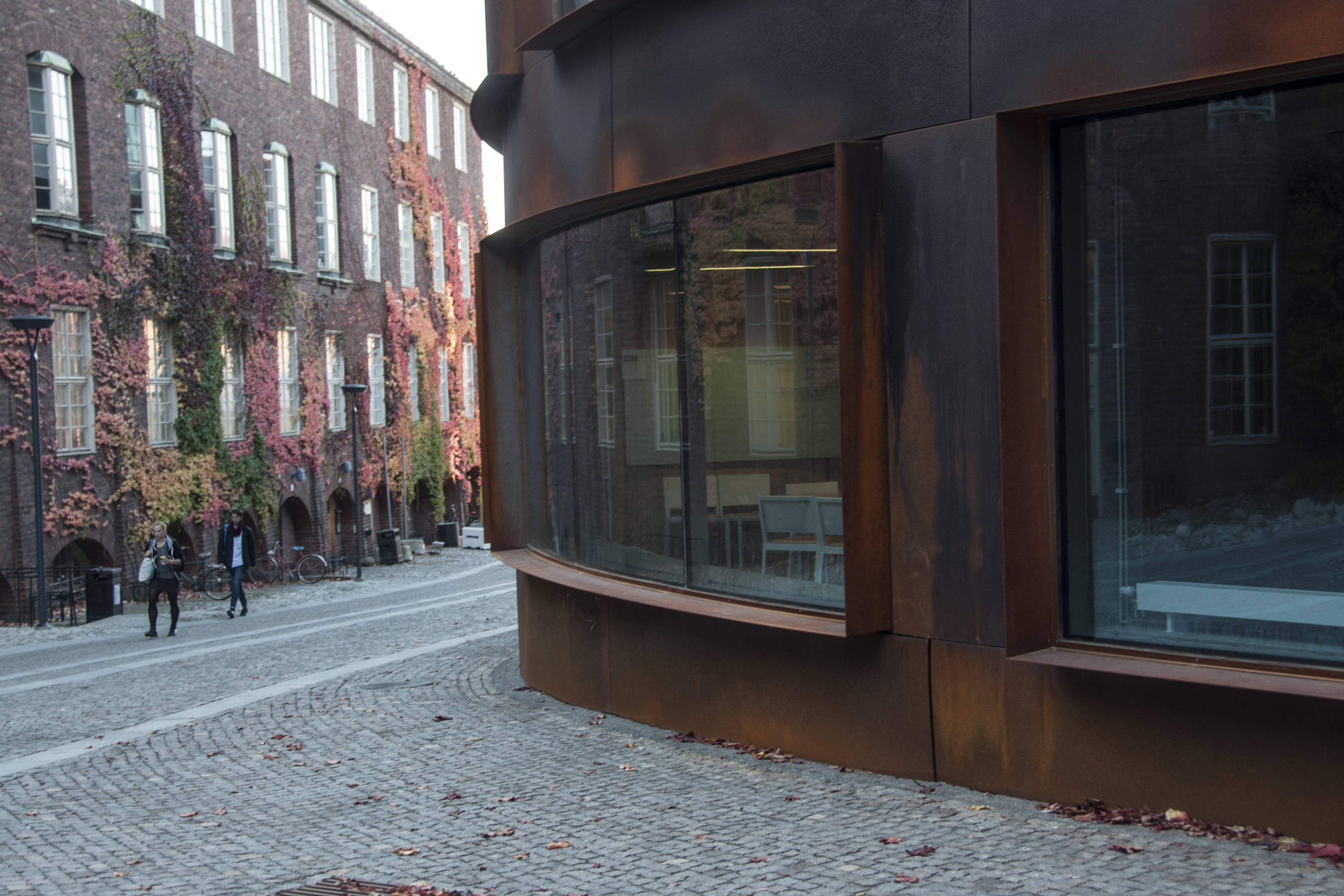